# 维默地区梅里库尔
维默地区梅里库尔（法語：Méricourt-en-Vimeu，法語發音：[meʁikuʁ ɑ̃ vimø]），或意译作梅里库尔昂维默，是法国上法兰西大区索姆省的一个市镇，属于亚眠区。

## 地理
维默地区梅里库尔（49°53'47"N, 1°56'54"E）面积3.31 平方千米，位于法国上法蘭西大區索姆省，该省份为法国北部沿海省份，北起加来海峡省和北部省，西接滨海塞纳省和大西洋英吉利海峡，南至瓦兹省，东临埃纳省。
与维默地区梅里库尔接壤的市镇（或旧市镇、城区）包括：欧蒙、阿沃莱日、康昂纳米耶努瓦、奥尔努瓦堡、瓦尔吕。
维默地区梅里库尔的时区为UTC+01:00、UTC+02:00（夏令时）。

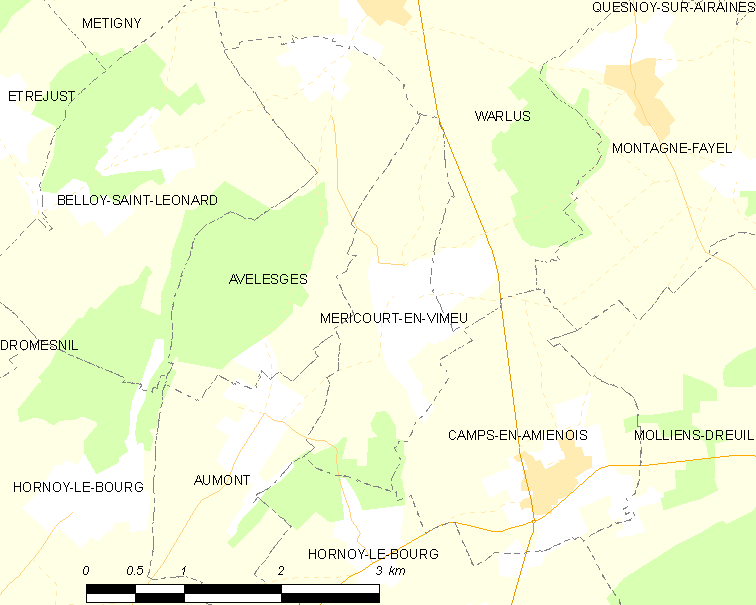
维默地区梅里库尔的OSM定位图

## 行政
维默地区梅里库尔的邮政编码为80640，INSEE市镇编码为80531。

## 政治
维默地区梅里库尔所属的省级选区为皮卡第地区普瓦县。

## 人口

1962-2008年间维默地区梅里库尔人口变化图示

维默地区梅里库尔于2022年1月1日时的人口数量为104人。